# Hong Kong Disneyland Resort
Pour les articles homonymes, voir Disneyland (homonymie).
Hong Kong Disneyland Resort est le complexe de loisirs de la Walt Disney Company qui a ouvert le 12 septembre 2005 dans le territoire de Hong Kong sur l'île de Lantau. Le complexe comprend un parc à thème, Hong Kong Disneyland à l'image de Disneyland, trois hôtels, une zone commerciale et un centre de loisirs.
Le domaine est construit sur un terre-plein de 1,14 km2 (114 ha) face à Hong Kong et Kowloon sur l'île de Lantau qui accueille aussi, mais de l'autre côté des montagnes, le nouvel aéroport de Hong Kong. Le polder a été construit en deux phases dans l'ancienne Penny Bay, la première est celle soutenant le Royaume Enchanté et les trois premiers hôtels. La seconde phase de construction du polder s'est achevée mais rien n'est décidé sur les constructions qu'elle accueillera.

## Historique

### 1999-2005: Du projet à la construction

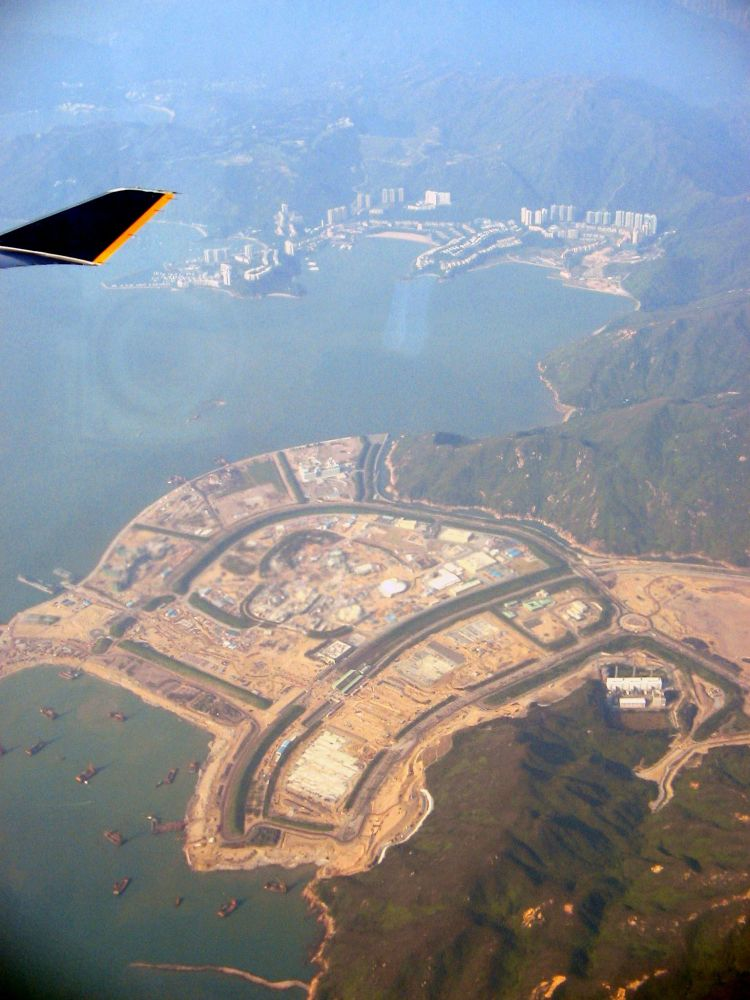
Vue aérienne du site en construction le 6 octobre 2004

Le 2 novembre 1999, Disney officialise le projet Hong Kong Disneyland, avec prévision d'ouverture en 2005. Le 10 décembre 1999 – L'accord officiel est signé entre le gouvernement de la SAR de Hong Kong et la Walt Disney Company et marque la création de la société Hong Kong International Theme Parks Limited détenu à 43 % par Disney et le reste par la SAR de Hong Kong.  Disney a investi 316 millions de $ dans la société.
Durant l'été 2000, le projet de viabilisation du terrain commence sur le futur site du Hong Kong Disneyland Resort. En août 2001, Don Robinson est nommé vice-président à la tête du groupe de direction du Hong Kong Disneyland Resort.
En Novembre 2002, les plans du Hong Kong Disneyland Hotel et Disney's Hollywood Hotel sont présentés par les responsables de Disney. Le 12 décembre 2002, le projet d'une collection de timbres commémoratifs pour le Hong Kong Disneyland est annoncé.
Le 12 janvier 2003, la Walt Disney Company et le gouvernement de Hong Kong posent la première pierre du premier parc à thèmes en Chine.
En Juillet 2004, Hong Kong Disneyland présente Jacky Cheung, le représentant officiel. Le 23 septembre 2004, la cérémonie de "chapeautage" du château de Hong Kong Disneyland a lieu. Le 21 octobre 2004, Hong Kong Disneyland nomme son premier ambassadeur, Angela To. Le 22 novembre 2004, Disney et le gouvernement de Hong Kong annoncent l'ouverture du Hong Kong Disneyland pour le 12 septembre 2005, en accord avec la tradition du feng shui.
En février 2005, Hong Kong Disneyland ouvre son service téléphonique de réservation d'hôtel. Le 25 avril 2005, Hong Kong Disneyland et la MTR Corporation dévoilent le premier train de la Disney Resort Line. Le 5 mai 2005, Hong Kong Disneyland participe la "Happiest Celebration on Earth, " un hommage mondial chez Disney de 18 mois pour le 50e anniversaire de Disneyland. Le 13 mai 2005, la gare de train du Hong Kong Disneyland MTR est achevée. Le 1er août 2005, le nouveau service de la MTR commence à desservir le Hong Kong Disneyland Resort. Le 16 août 2005, Hong Kong Disneyland ouvre son parc aux cast members, leurs familles et amis pour les tests grandeur réelle juste avant l'ouverture tandis que l'Inspiration Lake Recreation Centre ouvre officiellement au public.

### 2005-2019: Premières années et les agrandissements
L'ouverture officielle du parc au public a lieu le 12 septembre 2005. Début novembre 2005, une information est parue dans la presse anglophone de Hong Kong et concernait la possibilité que le gouvernement de la SAR se désengage financièrement du complexe touristique.
Le 23 mai 2006, le gouvernement de Hong Kong annonce la construction d'un système à 120 millions de $ pour la vidange des toilettes du complexe Hong Kong Disneyland Resort avec de l'eau salée à la place de l'eau douce, venu du reste de la Chine.
Le 9 février 2007 – Disney annonce qu'elle doit refinancer la dette du parc à hauteur de 294 millions de dollars (américains) en raison de la baisse de fréquentation et de faible taux de dépense par visiteur.
Le 30 juin 2009, Disney et le gouvernement de Hong Kong annoncent un budget de 452 millions de $ pour réaliser des extensions au parc de Hong Kong Disneyland prévues jusqu'en 2014 et un changement du capital, Disney reprenant 5 % du capital avec la répartition suivante de Hong Kong International Theme Parks Limited : 48 % pour Disney et 52 % pour le gouvernement de Hong Kong. Le 10 juillet 2009, le parlement de Hong Kong approuve l'extension du parc et les autres investissements du complexe d'un montant total de 795 millions de $. L'extension du parc verra une augmentation de sa superficie de 23 % et permettra la création de 3 700 emplois.
Le 18 février 2013, Hong Kong Disneyland annonce son premier exercice avec des bénéfices depuis son ouverture en 2005. Ce résultat est lié à l'ouverture de deux nouveaux lands en 2012, Toy Story Playland et Grizzly Gulch, un troisième Mystic Point restant prévu pour l'été 2013. Le 9 octobre 2013, Disney annonce la construction d'une attraction Iron Man à Hong Kong Disneyland prévue pour fin 2016 avec un budget de 100 millions d'USD. Il était prévu à l'origine qu'à cet emplacement soit construite l'attraction Star Tours. Cependant, sous pression du gouvernement chinois, Disney accepte d'insérer dans son parc un représentant de la firme Marvel, une première. En effet, les rebelles face à l'Empire, auraient fait figure d'allégorie politique à la Chine.
Le 17 février 2014, le parc annonce la construction d'un hôtel de 750 chambres pour 550 millions d'USD. L'hôtel doit avoir pour thème l'exotisme. Le 3 novembre 2014, Disney Southeast Asia lance une campagne de promotion du complexe de Hong Kong Disneyland Resort en Thaïlande.
Le 15 février 2016, le complexe annonce une baisse de sa fréquentation de près de 10% et une perte de 19 millions d'USD,. Le 22 novembre 2016, Hong Kong Disneyland annonce un projet d'1,4 milliard d'USD d'agrandissement du parc pour 2018-2023 avec une zone sur La Reine des neiges (2013), des attractions sur Vaiana (2016) et les super-héros de Marvel et la reconstruction du Sleeping Beauty Castle,,,.
En décembre 2016, la publication des chiffres de fréquentations en baisse et le projet d'agrandissement pour moitié payé par le gouvernement créent des tensions dans la classe politique hongkongaise en raison de la redevance perçue par Disney qui est comparée à subvention à Disney d'environ 200 à 300 millions d'HKD annuels.
Le 17 février 2017, le Hong Kong Disneyland Resort annonce l'ouverture du Disney Explorers Lodge pour le 30 avril 2017. Le 17 février 2017, le Hong Kong Disneyland Resort annonce une perte de 22 millions d'USD pour l'année 2016 en raison d'un recul de son activité tant en nombre de visiteurs qu'en revenus. Le 27 février 2017, le gouvernement de Hong Kong souhaite revoir le contrat du Hong Kong Disneyland Resort en raison de la redevance versée à la Walt Disney Company malgré des pertes financières.
Le 20 juin 2018, le gouvernement de Hong Kong répond à une demande de récupération du terrain de 60 hectares prévu pour la phase 2 du Hong Kong Disneyland Resort pour en faire des logements que l'option expire en 2020 et que Disney a encore deux périodes de cinq ans jusqu'en 2030 pour exercer l'option de construction d'un second parc.

### Depuis 2020: Fermeture à cause du COVID-19
Le 26 janvier 2020, le complexe ferme en raison de la pandémie de COVID-19. Une première réouverture a lieu le 18 juin 2020 avec des mesures sanitaires strictes mises en place, mais en raison d'une recrudescence de cas de Covid-19, le parc, uniquement, refermera ses portes à partir du 15 juillet 2020 pour une durée indéterminée.

## Le complexe
Le complexe comprend actuellement :
- Hong Kong Disneyland
- Les hôtels
  - Hong Kong Disneyland Hotel  (400 chambres)
  - Disney's Hollywood Hotel (600 chambres)
  - Disney Explorers Lodge un hôtel sur le thème de l'exotisme ouvert en 2017 (750 chambres)
- Les transports
  - Disney Resort Line servant de connexion au métro de Hong Kong.
  - Disneyland Resort Pier un embarcadère pour ferry desservant la ville de Hong Kong et celle de Kowloon.
  - un parking de 1 000 places pour les autos et 300 pour les bus.
- Inspiration Lake Recreation Centre (centre de loisirs de 3,5 hectares).

Finalement, le complexe doit occuper une superficie de 2,5 km2 dont 2 km2 de polders.

### L'organisation du complexe

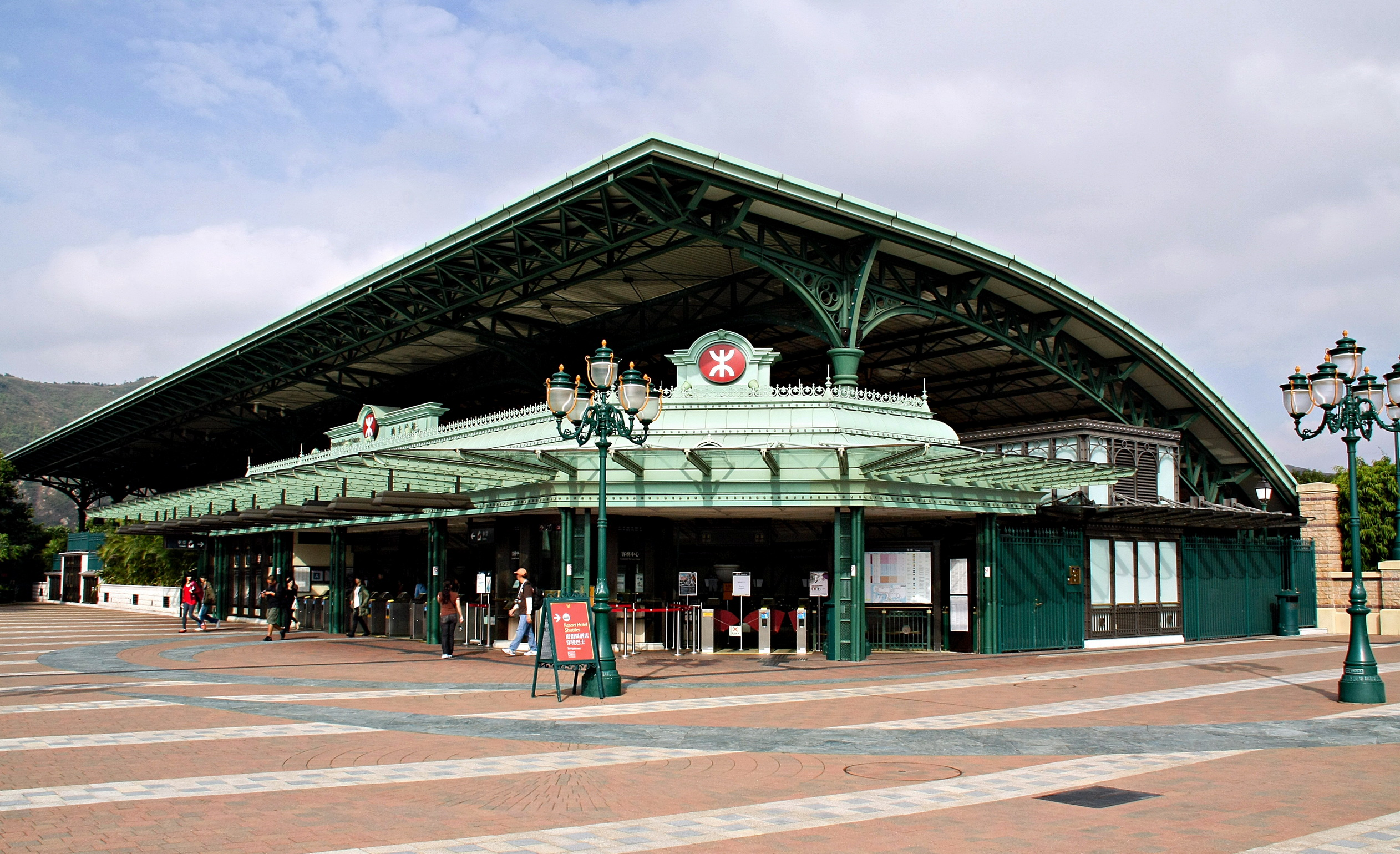
La gare de train de la Disney Resort Line

Pour rejoindre le cœur du complexe que ce soit en voiture, bus ou train il faut passer par un col entre deux montagnes de l'île de Lantau et débouchant sur le polder construit dans la Penny Bay. La route se termine par un premier rond-point. À droite l'Entry Road passe entre l'Inspiration Lake à l'ouest et la station électrique à l'est sur les contreforts de la montagne. Elle rejoint un second rond-point qui dessert : à l'est l'Inspiration Lake Recreation Centre, au sud la Park Disney Road qui dessert les hôtels et les coulisses, à l'ouest la Frontage Road pour les parkings et les gares.
Le cœur du complexe est organisé autour d'un axe central nord-sud, la Disney's Park Promenade qui relie la gare de bus à l'embarcadère du ferry et de deux axes horizontaux s'incurvant en s'éloignant de l'axe vertical. L'axe nord peut être au choix la ligne de chemin de fer séparant le "Monde Disney" du monde réel ou la route desservant les parkings.
Voici du nord au sud les différentes étapes de la Park Promenade:
- La Frontage Road située au pied d'une montagne dessert les parkings depuis un rond-point situé à l'ouest entre l'Inspiration Lake et la station électrique.
- La gare routière encadrée par les parkings.
- Un pont enjambe la voie ferrée qui sépare les zones de loisirs Disney des autres constructions.
- La gare de train de la Disney Resort Line.
- La porte avec le signe "Welcome".
- Sur la droite un peu à l'écart se trouve le bâtiment administratif du domaine.
- La grande place avec une fontaine est le point central des Fantasy Gardens. Le fontaine prend la forme d'une étoile à cinq branches évoquant la fleur de Bauhinia, le symbole de Hong Kong. Les personnages de Disney sont représentés avec un thème aquatique dans la fontaine sous la forme de statues de bronzes encerclant une baleine éructant de l'eau.
  - Depuis cette place à l'ouest s'ouvre la place d'entrée avec les guichets du parc Hong Kong Disneyland et la gare de Main Street États-Unis. Le City Hall de Main Street sert aussi de Costuming.
  - L'entrée du second parc semble devoir se faire à l'est de cette place.
- Une longue allée ponctuée de deux places circulaires emmène les visiteurs jusqu'au bord de mer.
  - La première de taille moyenne semble devoir servir pour Disneytown, probablement le cœur de cette zone.
  - La seconde de taille relativement petite est située juste avant l'axe horizontal sud la Park Disney Road qui pour le moment part vers l'ouest et dessert les trois hôtels.
- L'allée se change en chemin au niveau de l'hôtel Disneyland Hotel.
- Le Disneyland Resort Pier dont les embarcadères permettent de rejoindre les autres îles de Hong Kong en bateau.

### Données opérationnelles
| Parc | Hong Kong Disneyland |
| ---- | -------------------- |
| 2006 | 5 200 (18)           |
| 2007 | 4 150 (21)           |
| 2008 | 4 500 (18)           |
| 2009 | 4 600 (17)           |
| 2010 | 5 200 (15)           |
| 2011 | 5 900 (16)           |
| 2012 | 6 700 (13)           |
| 2013 | 7 400 (13)           |
| 2014 | 7 500 (15)           |
| 2015 | 6 800 (19)           |
| 2016 | 6 100 (17)           |
| 2017 | 6 200 (18)           |
| 2018 | 6 700 (16)           |